# 中国民主促进会四川省委员会
中国民主促进会四川省委员会，简称民进四川省委、四川民进，是中国民主促进会在四川省的地方组织。